# Парламентские выборы в Сан-Марино (1964)
Парламентские выборы в Сан-Марино проходили 13 сентября 1964 года. В результате выборов Сан-Маринская христианско-демократическая партия усилила своё влияние в Генеральном совете Сан-Марино, получив 29 из 60 мест, и в коалиции с Сан-Маринской независимой демократической социалистической партией сформировала парламентское большинство.

## Результаты
| Партия                                                            | Голоса | %    | Мест | +/-   |
| ----------------------------------------------------------------- | ------ | ---- | ---- | ----- |
| Сан-Маринская христианско-демократическая партия                  | 5 939  | 46,8 | 29   | ▲2    |
| Сан-Маринская коммунистическая партия                             | 3 058  | 24,1 | 14   | ▼2    |
| Сан-Маринская независимая демократическая социалистическая партия | 2 051  | 16,2 | 10   | ▲1    |
| Сан-Маринская социалистическая партия                             | 1 354  | 10,7 | 6    | ▼2    |
| Движение за конституционные свободы                               | 281    | 2,2  | 1    | новая |
| Недействительных/пустых бюллетеней                                | 245    | -    | -    | -     |
| Всего                                                             | 12 928 | 100  | 60   | 0     |
| Зарегистрированных избирателей/ Явка                              | 15 392 | 84,0 | -    | -     |
| Источник: Nohlen & Stöver                                         |        |      |      |       |